# Tsuji Shinpei
Tsuji Shinpei (	辻真平?   1 de octubre de 1849 - 27 de julio de 1914) fue un samurái del clan Kojō, experto en kenjutsu (arte de la espada) y maestro de esgrima (Kenjutsu) del estilo Shinken Toh-ryu, y fue un Hanshi (maestro de alto rango) de la Dai Nippon Butokukai (Asociación de Artes Marciales de Japón), formó parte de los 5 jefes del comité de investigación compuesto por 25 miembros que instauraron las técnicas de kendo kata en 1912

## Biografía
Nació en el pueblo de Haruke, distrito de Kojō, provincia de Hizen (actualmente Prefectura de Saga) como hijo de Nagata Ugenji, un instructor de kenjutsu del estilo Shinken Toh-ryu. Su nombre de nacimiento era Aisaburō, y luego fue adoptado por la familia Tsuji. Comenzó a estudiar el estilo Shinken Toh-ryu con su padre a la edad de 6 años y se desempeñó como instructor de esgrima en la Escuela Kōjō de Kōjō hasta los 19 años.
En junio de 1869, por orden del señor del clan Kojō, se trasladó a Tokio y se convirtió en discípulo de Nagasuna Kanosuke, el decimoquinto sucesor del estilo Shinken Toh-ryu. Desde abril de 1870 hasta enero de 1871, instruyó en el arte de la espada al exseñor feudal de la provincia de Nagoya, Tokugawa Yoshinobu.

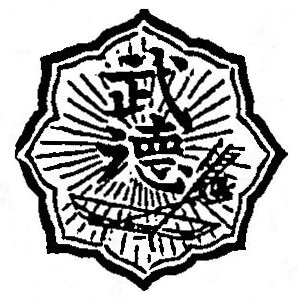
Logo de Dai Nippon Butokukai

Después de la abolición del sistema feudal en 1871, en agosto de 1873, participó en una exhibición de esgrima en el santuario de Kōchi en Kurume, Prefectura de Fukuoka. En 1875, recibió la certificación de maestro del estilo Shinken Toh-ryu. Alrededor de 1884, se convirtió en un oficial de policía en la Prefectura de Saga. Impartió clases de esgrima en estaciones de policía, una academia de policía, la Escuela Secundaria Número 1 de la Prefectura de Saga y la sucursal de Kōjō de la misma escuela. En junio de 1899, se enfrentó en un combate a Watanabe Noboru, quien había venido a dar una conferencia en la Escuela Secundaria Número 1 de la Prefectura de Saga para reclutar miembros para la Dai Nippon Butokukai. Se dice que Tsuji trató a Watanabe como a un niño durante el combate.

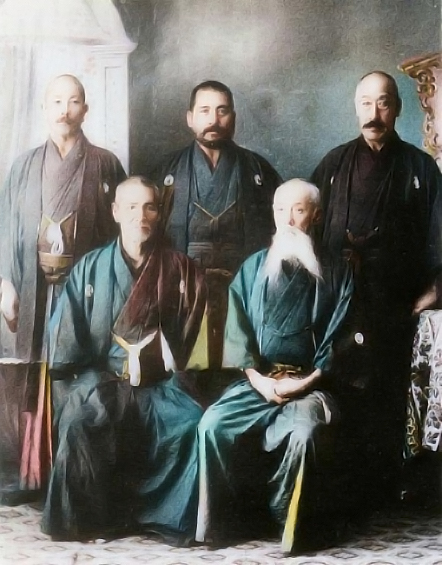
Comité principal encargado de establecer las formas del Imperial Japón en el arte del Kendo. Desde la derecha en la fila frontal: Negishi Shingoro, Shinpei Tsuji. Desde la derecha en la fila posterior: Monna Tadashi, Naitō Takaharu, Takano Sasaburō.
En 1905, recibió el título de Kyoshi (instructor de kenjutsu) de la Dai Nippon Butokukai, y en 1909 recibió el título de Hanshi (maestro de kenjutsu). En 1911, fue seleccionado como uno de los 25 esgrimistas de todo el país para formar un comité encargado de establecer las formas del kenjutsu. Tsuji fue seleccionado como uno de los cinco principales supervisores. En 1912, se anunciaron las formas del kenjutsu del Imperio de Japón. En 1913 fue invitado como profesor de Kendo por el Ferrocarril del Sur de Manchuria, y se mudó a Manchuria junto con su familia. Falleció el 27 de julio de 1914 en Manchuria.